# Saint-Romain-en-Viennois
Saint-Romain-en-Viennois ist eine französische Gemeinde mit 860 Einwohnern (Stand 1. Januar 2022) im Département Vaucluse in der Region Provence-Alpes-Côte d’Azur. Sie gehört zum Kanton Vaison-la-Romaine im Arrondissement Carpentras.

## Geografie
Saint-Romain-en-Viennois liegt ungefähr 3 km nordöstlich von Vaison-la-Romaine im Norden des Départements Vaucluse. Weitere umliegende Gemeinden neben Vaison sind Villedieu, Puyméras, Faucon, Entrechaux und Saint-Marcellin-lès-Vaison. Nächstgrößere Städte sind Valréas im Nordwesten (17 km), Carpentras im Süden (23 km) und Orange im Südwesten (28 km).
Die Gemeinde befindet sich nordöstlich der Felsenlandschaft Dentelles de Montmirail und etwas nördlich des Flusses Ouvèze. Knapp am Ortszentrum vorbei fließt der Lauzon, der als rechter Nebenfluss in die Ouvèze mündet. Das Gemeindegebiet gehört seit 2021 zum Regionalen Naturpark Mont-Ventoux.

## Verkehr
Die Departement-Straße D938 verläuft auf nord-südlicher Achse von Vaison-la-Romaine kommend in Richtung Nyons. Nördlich des Gemeindegebietes zweigt von dieser Straße die D46 nach Mollans-sur-Ouvèze ab.

## Geschichte
Der Ort gehörte im 12. Jahrhundert anfangs zum Fürstentum Orange und wurde danach Eigentum der Templer. Einer Urkunde aus dem Jahr 1220 zufolge war Saint-Romain-en-Viennois als Priorat an die Insel Barbe in der Nähe von Lyon angegliedert.
Ab dem 15. Jahrhundert wurde das Lehen auf mehrere Grundherren aufgeteilt. 1573 nahmen Protestanten aus Nyons das Dorf ein. Während der Französischen Revolution trug die Gemeinde kurzzeitig den Namen Romain-sur-Lauzon.

### Einwohnerentwicklung
| Jahr      | 1962 | 1968 | 1975 | 1982 | 1990 | 1999 | 2006 | 2008 | 2011 | 2016 | 2019 |
| --------- | ---- | ---- | ---- | ---- | ---- | ---- | ---- | ---- | ---- | ---- | ---- |
| Einwohner | 368  | 417  | 526  | 644  | 687  | 730  | 793  | 847  | 861  | 812  | 783  |

## Sehenswürdigkeiten
- Romanische Pfarrkirche Saint-Romain im Ortszentrum
- Kapelle Notre-Dame-de-l’Annonciation im Südwesten des Ortes
- Kapelle Sainte-Marguerite aus dem 18. Jahrhundert
- Kriegerdenkmal

|  |  |